# Barranc de la Rebollera
El barranc de la Rebollera és un barranc del terme de Sant Esteve de la Sarga, a la zona entre Sant Esteve de la Sarga i Beniure.
Es forma a 1.496 m. alt., al Montsec de Sant Esteve i al nord-oest de lo Coll, des d'on davalla cap al nord-est, fent ziga-zagues, fins que s'aboca en el barranc del Bosc a la part nord-oest del Montsec de Castellnou, al sud-est de Sant Esteve de la Sarga i al sud de Beniure.